# Venezianische Brücke von Roudia

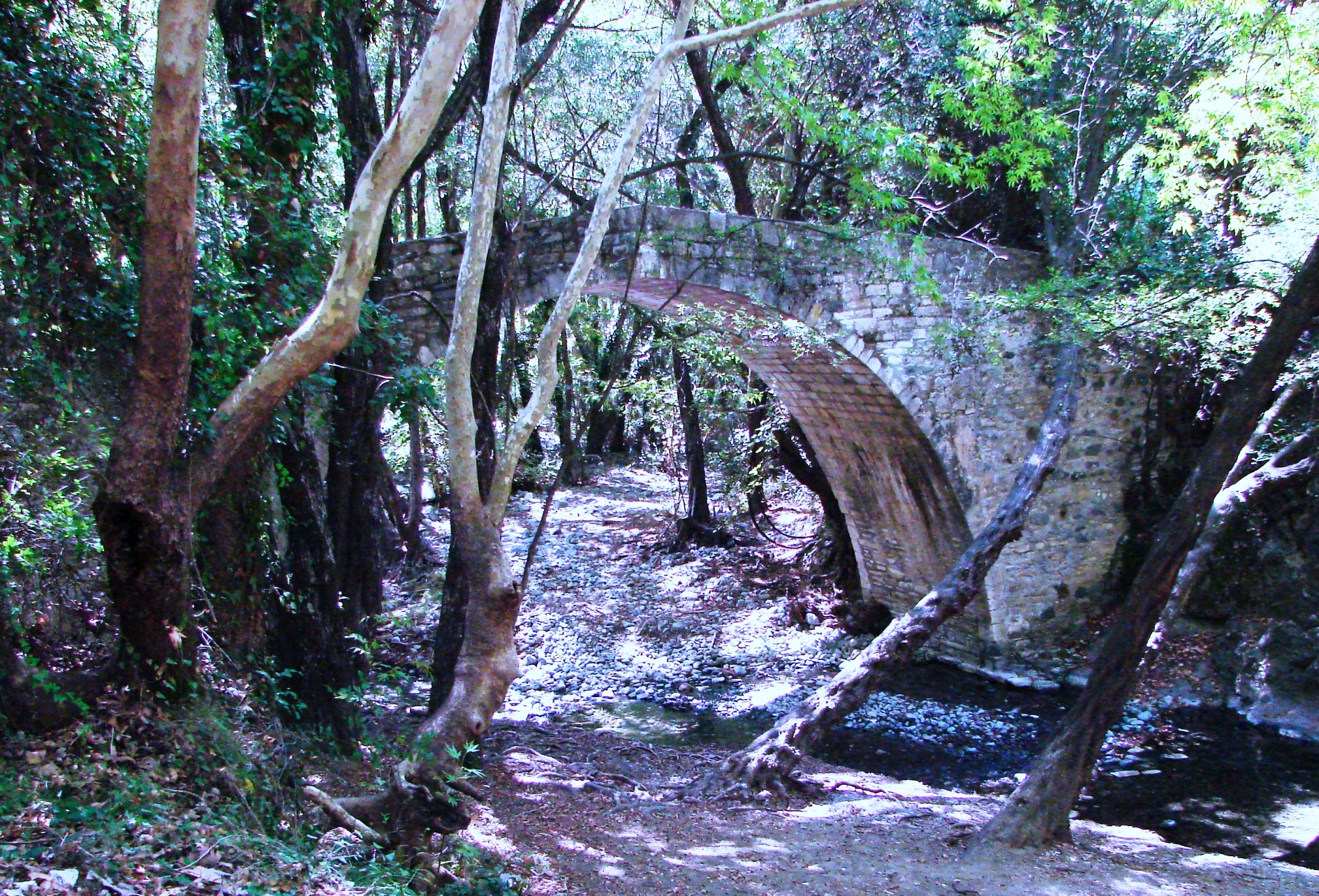
Die Brücke von Roudia, fotografiert im Jahr 2010

Die venezianische Brücke von Roudia, auch Géfyra Roudiá, befindet sich bei Roudia, einer archäologischen Fundstätte im Bezirk Paphos im Westen Zyperns, wo sich seit dem Epipaläolithikum menschliche Besiedlungsspuren nachweisen ließen.
Die Brücke liegt äußerst abgelegen im Troodos-Gebirge und überspannt einen Bach namens Xerós Patamós. Die Bogenspannweite der Roudia-Brücke beträgt etwa zehn Meter. Sie ist die größte der drei venezianischen Brücken, die in diesem Gebiet entstanden, als die Insel von 1489 bis 1571 zu Venedig gehörte. Über sie wurde ein Teil des Nordsüdhandels über die Insel abgewickelt. 
Das Bauwerk wurde in den 1970er Jahren restauriert; es liegt am Europäischen Fernwanderweg E4.

## Belege
1. ↑  Evangelos Tsakalos, Nikos Efstratiou, Yannis Bassiakos, Maria Kazantzaki, Eleni Filippaki: Early Cypriot Prehistory. On the Traces of the Last Hunters and Gatherers on the Island — Preliminary Results of Luminescence Dating, in: Current Anthropology 62 (2021) 412–425. Sie belegten früheste Daten um 12.800 ± 1.600 Jahre.

Koordinaten: 34° 53′ 30,1″ N, 32° 41′ 15″ O